# Hollington (East Sussex)
Hollington – dzielnica miasta Hastings, w Anglii, w East Sussex, w dystrykcie Hastings. W 2011 roku dzielnica liczyła 6099 mieszkańców. Hollington jest wspomniana w Domesday Book (1086) jako Holintun/Horintone.